# Tên người Hungary
Tên người Hungary (mặc dù Hungary ở châu Âu) giống tên người ở một số nước Đông Á nghĩa là theo trật tự họ trước tên gọi sau. Tuy người Hungary vẫn gọi tên người nước châu Âu khác bằng trật tự tên trước họ sau, như Tony Blair vẫn gọi là Tony Blair, song cũng nhiều trường hợp họ lại đổi trật tự tên người nước ngoài theo cách gọi tên người ở dân tộc mình. Điển hình là nhà văn Jules Verne được gọi Verne Gyula ở Hungary. Ngược lại, người Hungary lại thường được người các nước châu Âu khác gọi tên theo trật tự quen thuộc của châu Âu nói chung, tức là tên trước họ sau. Tên đương kim tổng thống của Hungary theo đúng trật tự tên của người Hungary là Sólyom László song thường hay được biết đến ở nước ngoài là László Sólyom.